# Georfans
Georfans korábbi község (település) Franciaországban, Haute-Saône megyében. 2025. január 1-jén Courchaton és Vellechevreux-et-Courbenans községgel egyesült és Belles-Fontaines új község része lett.
Lakosainak száma 40 fő (2022. január 1.). Georfans Saint-Ferjeux, Courchaton, Grammont, Mélecey, Vellechevreux-et-Courbenans és Villargent községekkel határos.

## Népesség
A település népességének változása:
| Lakosok száma | 60   | 60   | 59   | 55   | 50   | 45   | 43   | 40   |
|               | 2013 | 2015 | 2017 | 2018 | 2019 | 2020 | 2021 | 2022 |